# Wielicki Szczyt
Wielicki Szczyt (słow. Velický štít, niem. Felker Spitze, węg. Felkai-csúcs) – zwornikowy szczyt o wysokości 2320 m n.p.m. znajdujący się w grani głównej Tatr Wysokich w ich słowackiej części. Od Małego Wielickiego Szczytu na wschodzie oddzielony jest Wyżnią Wielicką Ławką, a od Litworowego Zwornika w masywie Litworowego Szczytu na południowym zachodzie oddziela go głęboko wcięta Wielicka Przełęcz. Wielicki Szczyt nie jest dostępny żadnymi znakowanymi szlakami turystycznymi, dla taterników najciekawsze są jego północne i północno-zachodnie urwiska.
Masyw Wielickiego Szczytu rozciąga się od Wielickiej Przełęczy na zachodzie do przełęczy Polski Grzebień na wschodzie, poprzez którą sąsiaduje z Małą Wysoką. W masywie można wyróżnić kilka drugorzędnych obiektów, od głównego wierzchołka na wschód są to:
- Wyżnia Wielicka Ławka (Vyšná Velická lávka),
- Mały Wielicki Szczyt (Malý Velický štít),
- Niżnia Wielicka Ławka (Nižná Velická lávka),
- Zmarzła Kopa (Zamrznutá kopa)[2].

Wielicki Szczyt jest zwornikiem dla grani wybiegającej na północ, oddzielającej kocioł Litworowego Stawu w Dolinie Litworowej od Kotła pod Polskim Grzebieniem. Grań ta ma charakter wielkiej grzędy. U jej podnóża znajduje się Litworowa Przehyba, oddzielająca masyw Wielickiego Szczytu od Hrubej Turni. W północnej grani, tuż pod wierzchołkiem położona jest przełęcz Wyżni Ogrodowy Przechód, poniżej której grzbiet się rozwidla. W odnodze północno-zachodniej położony jest Niżni Ogrodowy Przechód, zaś odnoga północna przez Zmarzły Przechód opada na Litworową Przehybę.
Południowe stoki Wielickiego Szczytu opadają do Wielickiego Kotła. Ich górną częścią jest płytowa i urwista ściana bloku szczytowego, mierząca około 70 m wysokości, z podnóżem w żlebie opadającym z Wyżniej Wielickiej Ławki. Wyższe są ściany opadające do Doliny Litworowej – północna o wysokości około 250 m i północno-zachodnia, wysoka na około 300 m. Rozdzielone są one północno-zachodnim filarem, urwistym w swych dolnych 2/3 z ponad 300 m wysokości. W dolnej i środkowej części północno-zachodniej ściany Wielickiego Szczytu rozciąga się szereg piarżystych tarasów zwanych Litworowymi Ogrodami – Niżni Litworowy Ogród (1920–1950 m), Pośredni Litworowy Ogród (2020–2050 m) i Wyżni Litworowy Ogród (2150–2170 m).
Nazewnictwo Wielickiego Szczytu wywodzi się bezpośrednio od położonej poniżej jego Doliny Wielickiej. Niegdyś wraz z Litworowym Szczytem określany był zbiorczą nazwą Wysokie Gerlachowskie – z uwagi na położenie w pobliżu najwyższego szczytu Tatr, Gerlacha. Wcześniejsze pomiary określały wysokość szczytu na 2320 m, 2319 m lub 2318 m.

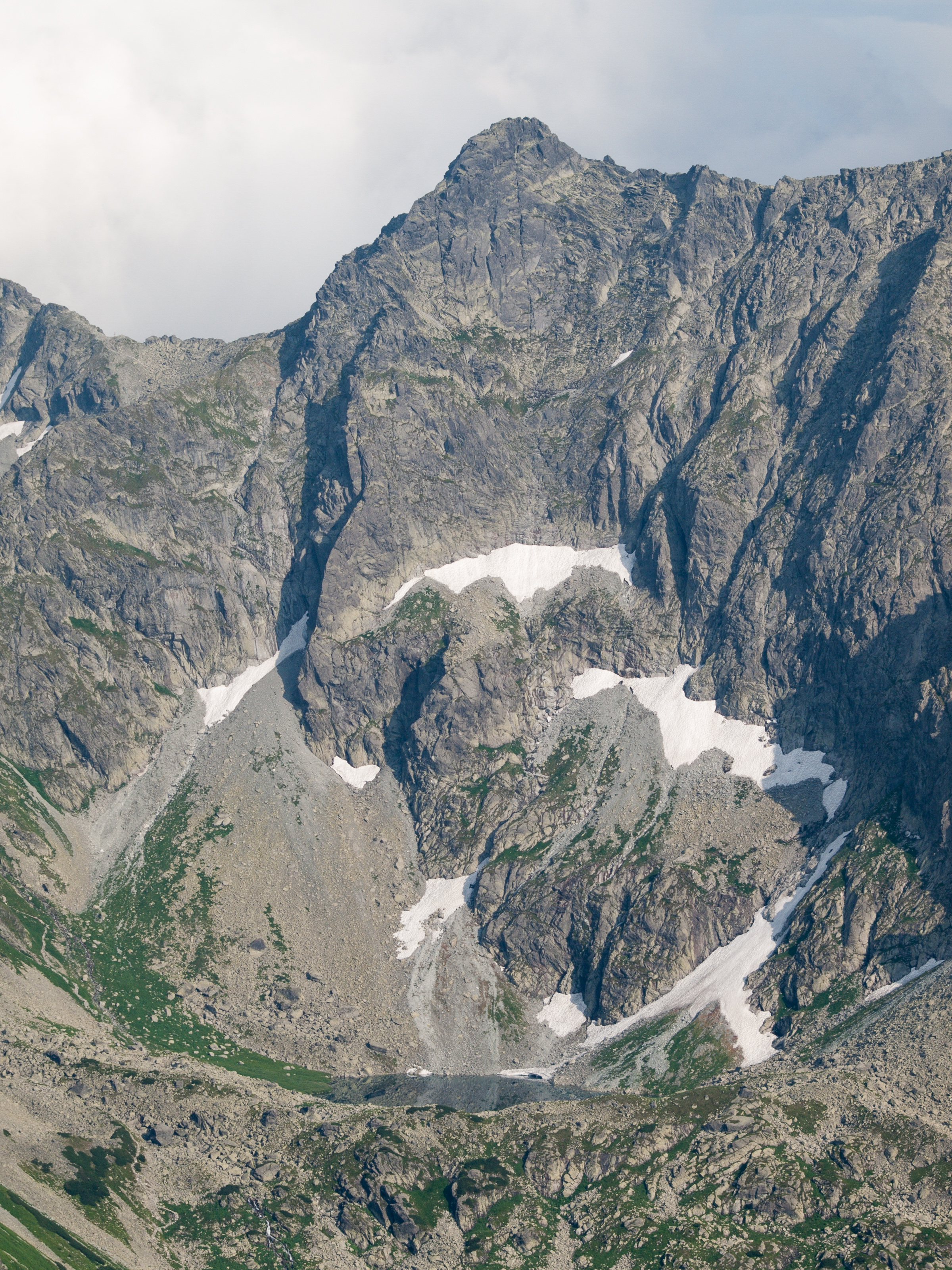
Północno-zachodnia ściana Wielickiego Szczytu
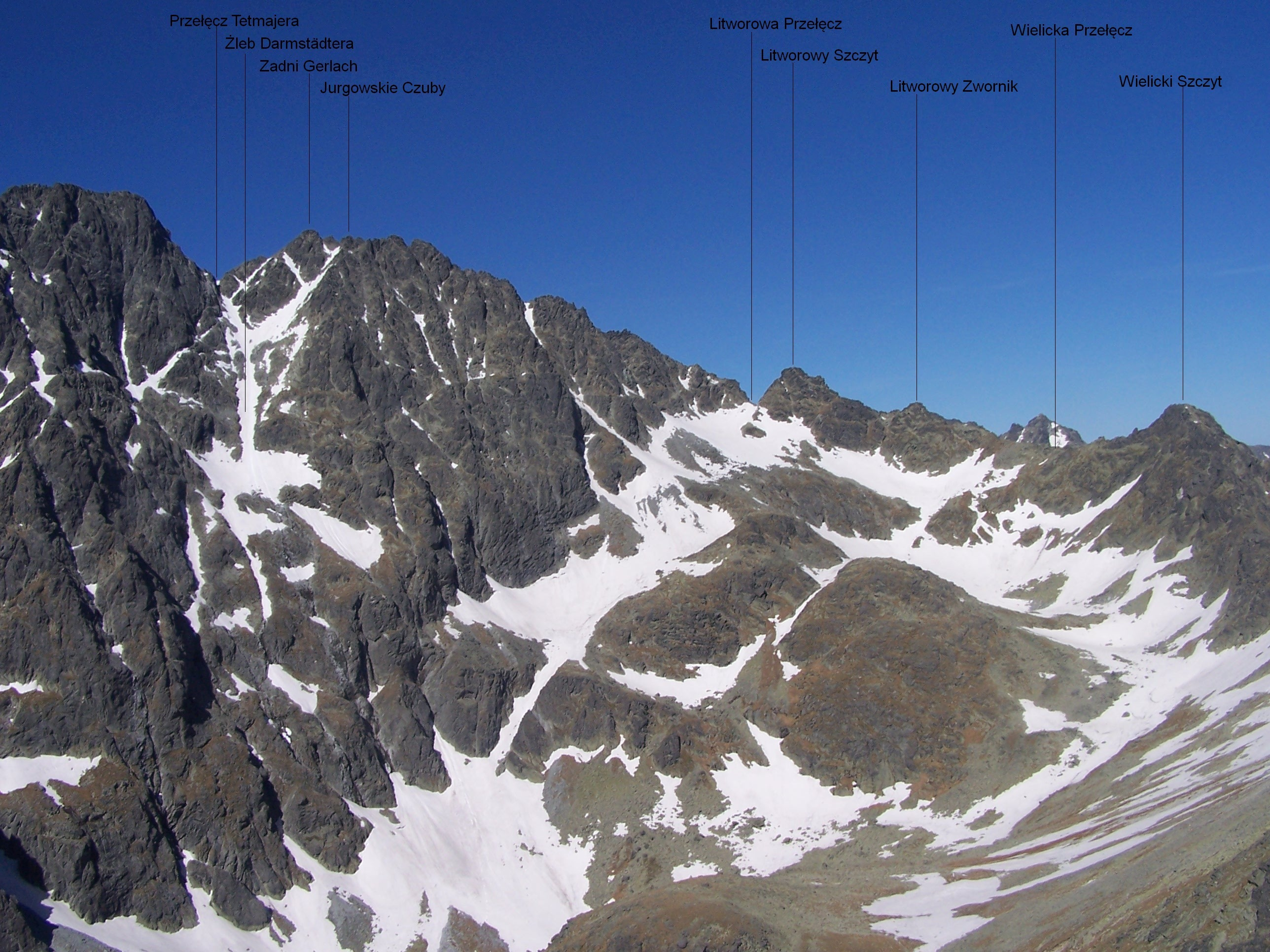
Widok na Wielicki Szczyt od wschodu

## Historia
Pierwsze pewne wejścia turystyczne:
- August Otto i Pavel Čižák, 12 sierpnia 1897 r. – letnie,
- Károly Fodor, Lajos K. Horn i Jenő Serényi, 17 kwietnia 1909 r. – zimowe[2].